# Virgil Misidjan
Virgil Roy Misidjan (* 24. Juli 1993 in Goirle), auch bekannt unter seinem Künstler- und Spitznamen Vura, ist ein niederländischer Fußballspieler. Der Flügelstürmer steht seit Mitte 2023 beim al-Tai FC unter Vertrag.

## Karriere

### Verein
Misidjan wurde als Kind surinamischer Eltern im Tilburger Vorort Goirle, Provinz Nordbrabant, geboren. Er begann mit dem Fußballspielen beim SC Olympus und wurde dann in der Jugendakademie von Willem II aufgenommen. Mit 18 rückte er in den Profikader auf und debütierte in der Eerste Divisie am 29. Januar 2012 beim 0:1 in Deventer, als er in der 83. Minute eingewechselt wurde.
Zur Saison 2013/14 wechselte Misidjan nach Bulgarien zum Serienmeister Ludogorez Rasgrad. Er wurde mit der Mannschaft fünfmal in Folge bulgarischer Meister sowie einmal Pokal- und zweimal Supercup-Sieger. Insgesamt lief der Niederländer 202-mal für den Verein auf und steuerte 47 Treffer bei.
Am 31. August 2018 unterschrieb er einen Vertrag beim 1. FC Nürnberg, der zur Saison 2018/19 in die Bundesliga aufgestiegen war. Bei seinem ersten Ligaeinsatz am 16. September 2018, dem 3. Spieltag, traf er beim 1:1 gegen den SV Werder Bremen in der Nachspielzeit zum Endstand und erzielte somit seinen ersten Bundesligatreffer. Am Saisonende, zu dem er mit Nürnberg als Tabellenletzter wieder in die zweite Liga abstieg, standen für den Angreifer lediglich ein Pflichtspieltreffer sowie zwei -assists zu Buche. In der Vorbereitung auf die Zweitligasaison 2019/20 zog sich Misidjan einen Kreuzbandriss zu und fiel langfristig aus. Erst im Dezember 2020 konnte der Flügelspieler wieder für den Club aktiv werden, bei dem aber mittlerweile Robin Hack und Felix Lohkemper auf den Außenbahnen gesetzt waren und mit Pascal Köpke ein weiterer Konkurrent verpflichtet worden war.
Nach 15 Spielminuten, verteilt auf drei Partien in der Spielzeit 2020/21, löste Nürnberg den Vertrag mit dem Spieler auf und dieser kehrte in die heimische Eredivisie zurück, wo er einen bis Saisonende gültigen Vertrag bei der PEC Zwolle unterschrieb.
Zur Saison 2021/22 schloss er sich dem Erstligisten FC Twente Enschede an. Hier gehörte er in den nächsten zwei Spielzeiten zur Stammbesetzung.
Seit der Spielrunde 2023/24 spielt er in Saudi-Arabien bei al-Tai.

### Nationalmannschaft
Bislang lief Misidjan sechsmal für sein Land, in der niederländischen U20, auf. Eine Einladung des Fußballverbands von Suriname lehnte er im Jahr 2014 zunächst ab. Am 24. März 2024 gab Misidjan dann sein Debüt für die Surinamische Fußballnationalmannschaft im Freundschaftsspiel gegen Martinique (1:1).

## Erfolge
Ludogorez Rasgrad
- Bulgarischer Meister: 2014, 2015, 2016, 2017, 2018
- Bulgarischer Pokalsieger: 2014
- Bulgarischer Supercup-Sieger: 2014, 2018

## Privates
Im Mai 2018 wurde Misidjan zu sechs Monaten Haft, davon zwei mit Auflagen, sowie zu zwei Jahren auf Bewährung verurteilt. Er hatte im Januar desselben Jahres einen 68-jährigen Rentner im niederländischen Roosendaal attackiert. Virgil Misidjan und seine Anwälte, die auf Selbstverteidigung plädierten, kündigten an, gegen das Urteil in Berufung zu gehen. Im November 2019 verhängte ein Gericht in Den Bosch eine Strafe von 240 Stunden gemeinnütziger Arbeit sowie eine 58-tägige Bewährung. Für Misidjan sprach hier, dass er vor seinem Angriff sowohl verbal, als auch physisch von dem Rentner rassistisch beleidigt worden war.
Misidjan und seine Partnerin haben zusammen zwei Kinder.